# Felipe González González
Felipe González González OFMCap (* 14. Dezember 1944 in Madrid, Spanien) ist ein spanischer römisch-katholischer Ordensgeistlicher und emeritierter Apostolischer Vikar von Caroní.

## Leben
Felipe González González trat in die Ordensgemeinschaft der Kapuziner ein und empfing am 15. März 1970 das Sakrament der Priesterweihe. 
Am 25. November 1985 ernannte ihn Papst Johannes Paul II. zum Titularbischof von Sinnuara und bestellte ihn zum Apostolischen Vikar von Tucupita. Papst Johannes Paul II. spendete ihm am 6. Januar 1986 die Bischofsweihe; Mitkonsekratoren waren Kardinalstaatssekretär Agostino Casaroli, und der Präfekt der Kongregation für die Bischöfe, Bernardin Kardinal Gantin. Die Amtseinführung erfolgte am 2. März 1986.
Papst Franziskus ernannte ihn am 26. Mai 2014 zum Apostolischen Vikar von Caroní. Die Amtseinführung fand am 16. August desselben Jahres statt. Am 27. April 2021 nahm Papst Franziskus seinen altersbedingten Rücktritt an.